# Rex Stout
Rex Stout, de seu nome completo Rex Todhunter Stout, (Noblesville, Indiana, 1 de dezembro de 1886 — Danbury, Connecticut, 27 de outubro de 1975) foi um escritor norte-americano, especialmente conhecido por ter criado a personagem do detective privado Nero Wolfe.

## Biografia
Rex Stout nasceu numa família de quakers. Pouco depois do seu nascimento, os seus pais, John Wallace Stout e Lucetta Elizabeth Todhunter Stout mudaram-se junto com os seus nove filhos para o estado do Kansas. O seu pai era professor e encorajou-o a ler sendo que, por volta dos quatro anos de idade, Rex já havia lido a Bíblia inteira por duas vezes. Aos treze anos foi campeão estadual do concurso de soletrar. Estudou na Universidade do Kansas. De 1906 a 1908 serviu na Marinha dos Estados Unidos, e durante os quatro anos seguintes trabalhou em cerca de treze empregos diferentes em seis estados. Trabalhou como paquete num escritório, foi empregado de loja, guarda-livros e gerente de hotel e, esporadicamente, vendia poemas, histórias e artigos para diversas revistas, entre as quais a All-Story Magazine.
Em 1916, devido à invenção de um sistema bancário escolar, ganhou dinheiro suficiente para lhe permitir extensas viagens pela Europa. Tratava-se de um sistema de registo de poupanças efectuadas pelos alunos, do qual recebia royalties, e que foi adoptado em cerca de 400 instituições de ensino dos Estados Unidos. Casou-se com Fay Kennedy em 1916, de quem se viria a separar em 1933, casando-se no mesmo ano com Pola Hoffman. Em 1929, em Paris, escreveu o seu primeiro livro, How Like a God. Após escrever mais três romances bem sucedidos, regressou aos Estados Unidos e começou uma carreira literária que incluiu romances policiais, contos e ficção científica.
O detective Nero Wolfe surgiu pela primeira vez no romance Fer-de-Lance (Picada Mortal), inicialmente publicado em fascículos no jornal The Saturday Evening Post, sendo posteriormente editado em livro em 1934. O livro The League of the Frightened Men (A Liga dos Homens Assustados),  publicado em 1935, foi adaptado ao cinema em 1937. Em 1937 Stout criou a personagem Dol Bonner, uma detective privada, que viria a protagonizar diversos outros livros de Rex Stout.
Durante a Segunda Guerra Mundial, interrompeu os seus escritos e integrou a Fight for Freedom Organization. Foi presidente do Author's Guild e dos Mystery Writers of America. Em 1959 recebeu o Grand Master Award desta última organização. Stout foi activo em causas liberais e ignorou uma intimação da Comissão das Actividades Antiamericanas, no auge da era McCarthy. Anos mais tarde, perdeu muitos amigos liberais devido à sua posição a favor da intervenção dos Estados Unidos na guerra do Vietname.
Escreveu mais de 70 romances policiais, 46 dos quais com Nero Wolfe, detective excêntrico e obeso, gourmet e grande apreciador de cerveja, cujo companheiro, o intrépido Archie Goodwin, o ajuda na resolução dos crimes. Após a morte de Stout, o escritor Robert Goldsborough continuou as aventuras de Nero Wolte, a partir do final dos anos 80.
Nero Wolfe foi representado no cinema entre as décadas de 30 e 80, do século XX. Em 1981, Nero Wolfe, representado por William Conrad, deu título a uma série de televisão de 14 episódios produzida pela Paramount Television e transmitida pela National Broadcasting Company (NBC), tendo sido nomeada para dois prémios Emmy. Em 2001 foi iniciada uma série televisiva com Maury Chaykin no papel de Nero Wolfe e Timothy Hutton representando Archie Goodwin. Esta série, sob o título genérico A Nero Wolfe Mystery, foi produzida pela A&E, que transmitiu 29 episódios em duas temporadas, tendo sido nomeada para quatro prémios de diversas instituições.
Uma associação de fãs de Stout e de Wolfe, designada The Wolfe Pack, organiza eventos para os leitores incluindo discussões bimensais sobre os livros e um congresso e banquete anual em Nova Iorque. Publica também a revista semestral Gazette.

## Obra literária
Algumas obras de Rex Stout, incluindo o título original e a respectiva tradução das edições publicadas em Portugal e no Brasil:
| nº série | Título original                                                                  | Título em Português | Tradução                                                              | Série                                  | Ano  | Editora                                                                             |
| -------- | -------------------------------------------------------------------------------- | --- | --------------------------------------------------------------------- | -------------------------------------- | ---- | ----------------------------------------------------------------------------------- |
| 01       | The President Vanishes                                                           | |                                                                       |                                        | 1934 |                                                                                     |
| 02       | Fer-de-Lance                                                                     | Picada Mortal(Pt)* ou Serpente(Br)** | Fernanda Pinto Rodrigues **Álvaro Hattnher                            | Nero Wolf nº 01                        | 1934 | Livros do Brasil, Companhia das letras                                              |
| 03       | The League of the Frightened Men                                                 | A Liga dos Homens Assustados* ou A confraria do medo (Br)** | **Fernanda Pinto Rodrigues *Álvaro Hattnher                           | Nero Wolf nº 02                        | 1935 | Livros do Brasil, Companhia das letras                                              |
| 04       | The Rubber Band                                                                  | A Quadrilha de Rubber | Maria do Carmo Pizarro                                                | Nero Wolf nº 03                        | 1936 | Livros do Brasil                                                                    |
| 05       | The Red Box                                                                      | A Caixa Vermelha | Rui Jungmann, Ernst Weber                                             | Nero Wolf nº 04                        | 1937 | Record, Companhia das letras                                                        |
| 06       | Too many cooks                                                                   | Cozinheiros demais ou Homicídio nas termas | Celso Nogueira - Eduardo Saló                                         | Nero Wolf nº 05                        | 1938 | Companhia das letras; Minerva                                                       |
| 06       | Mountain Cat                                                                     | O crime da gata montesa |                                                                       |                                        | 1939 | Livros do Brasil                                                                    |
| 07       | Some buried Caesar                                                               | Milionários demais ou O caso do touro assassino | Álvaro Hattnher - Fernanda Pinto Rodrigues                            | Nero Wolf nº 06                        | 1939 | Companhia das letras; Minerva                                                       |
| 08       | Double for death                                                                 | Sai par ganha a morte | Jorge Vidal Pessoa                                                    |                                        | 1939 | Amadora Ibis                                                                        |
| 09       | Red threads                                                                      | O enigma do ataúde índio | Eduardo Saló                                                          |                                        | 1939 | Livros do Brasil                                                                    |
| 10       | Bad for business                                                                 | O detective imperfeito | Fernanda Pinto Rodrigues                                              |                                        | 1940 | Livros do Brasil                                                                    |
| 11       | Over My Dead Body                                                                | Sobre o meu cadáver | Raul Correia                                                          | Nero Wolf nº 07                        | 1940 | Agência Portuguesa de Revistas                                                      |
| 12       | Where There's a Will                                                             | A heranca de um crime - O caso do testamento; O cadáver que não se calou                                                                                           | Valeria Andreiolo Sousa - Maria Emília Ferros Moura                   | Nero Wolf nº 08                        | 1940 | Nova Fronteira; Livros do Brasil                                                    |
| 12       | The Broken Vase                                                                  | O vaso quebrado | Paulo A. Moreira                                                      |                                        | 1941 | Livros do Brasil                                                                    |
| 13       | Black Orchids                                                                    | Orquídeas negras | Maria Luísa Santos                                                    | Nero Wolf nº 09                        | 1942 | Círculo de leitores, Livros do Brasil                                               |
| 14       | Not Quite Dead Enough                                                            | O Álibi Fatal | Fernanda Pinto Rodrigues                                              | Nero Wolf nº 10                        | 1944 | Livros do Brasil                                                                    |
| 15       | The Silent Speaker                                                               | O Cadáver que não se calou*; A voz do morto**; Um discurso fatal*** ou O orador silencioso****                                                                     | *Mascarenhas Barreto, **Daniel Argolo Estill ou ***Maria Helena Pires | Nero Wolfe nº 11                       | 1946 | *Livros do Brasil, **Companhia das Letras, ***Nova Fronteira; ****Ediouro           |
| 16       | The Second Confession                                                            | Caçada ao Sr. X | Irene Fernanda                                                        |                                        | 1947 | Livros do Brasil                                                                    |
| 17       | Too many women                                                                   | Mulheres demais ou Mulheres e crimes a mais | Celso Nogueira, Luís de Almeida Campos                                | Nero Wolf nº 12                        | 1948 | Companhia das letras, Livros do Brasil                                              |
| 18       | And be a villain (Título britânico More Deaths Than One)                         | A cadeia de crimes* ou Ser canalha** ou ainda Duplo crime na rádio                                                                                                 | *Olga Biar Laino ou **Isa Mara Lando                                  | Nero Wolf nº 13                        | 1948 | Companhia das letras, Livros do Brasil                                              |
| 19       | Trouble in Triplicate                                                            | Problemas a triplicar | Elsa T. S. Vieira                                                     | Nero Wolf nº 14                        | 1949 | Livros do Brasil                                                                    |
| 20       | The Second Confession                                                            | A segunda confissão |                                                                       | Nero Wolf nº 15                        | 1949 | Companhia das letras                                                                |
| 21       | (Three doors to death),                                                          | Três portas para a morte | Leonor de Aguiar                                                      | Coleção Labirinto - Nero Wolf nº 16    | 1950 | Mérito                                                                              |
| 22       | In the best families (Título britânico Even in the Best Families)                | Quem matou a milionária? ou Terror a prestações | B. A. Prado; Luís de Almeida Campos                                   | Coleção Labirinto - Nero Wolf nº 17    | 1950 | Mérito; Livros do Brasil                                                            |
| 23       | Curtains for three:The Gun with Wings, Bullet for One and Disguise for Murder [] | Final para três: três novelas de Nero Wolfe: O Revólver Voador, Morte no Parque, e Disfarce Para Matar outra edição Trilogia de mistério: três casos de Nero Wolfe | Suzana Fleury Malheiros - Olga Biar Laino                             | Nero Wolf nº 18                        | 1951 | Clube do livro - Mérito                                                             |
| 24       | Murder by the Book                                                               | O Livro Assassino ou A novela assassina | Mascarenhas Barreto ou Jacó Guinsburg                                 | Nero Wolf nº 19                        | 1951 | Livros do Brasil; Mérito                                                            |
| 25       | Triple Jeopardy                                                                  | |                                                                       | Nero Wolf nº 20                        | 1952 |                                                                                     |
| 26       | Prisioner's base (Título britânico Out Goes She)                                 | Nero Wolfe em: O impostor ou A pista dos três alçapões ou ainda O tigre macabro                                                                                    | P. A. do Nascimento Silva - José Geraldo Vieira - Mascarenhas Barreto | Nero Wolf nº 21                        | 1952 | Record; Livros do Brasil                                                            |
| 27       | Might as Well Be Dead                                                            | A vida por um fio / Crimes e mais crimes | Eduardo Saló                                                          | Nero Wolf nº 29, Vampiro Gigante nº 07 | 1957 | Livros do Brasil                                                                    |
| 28       | The Golden Spiders                                                               | As Aranhas Douradas ou Aranhas de ouro(Br)* | Manuel Cordeiro, *Celso Nogueira;                                     | Nero Wolf nº 22                        | 1953 | Círculo de leitores; Companhia das letras                                           |
| 29       | Three Men Out                                                                    | Três homens a menos ou Era uma vez três homens | Ana Barradas                                                          | Nero Wolf nº 23                        | 1954 | Círculo de leitores; Livros do Brasil                                               |
| 30       | The Black Mountain                                                               | A montanha negra | Fernanda Pinto Rodrigues                                              | Nero Wolf nº 24                        | 1954 | Livros do Brasil                                                                    |
| 31       | Before Midnight                                                                  | Meia noite trágica | Luís de Almeida Campos                                                | Nero Wolf nº 25                        | 1955 | Livros do Brasil                                                                    |
| 32       | Three Witnesses                                                                  | Três testemunhas | Catarina Rocha Lima                                                   | Nero Wolf nº 26                        | 1956 | Livros do Brasil                                                                    |
| 33       | Might as Well Be Dead                                                            | Os fortes também morrem | J. Ferreira de Almeida                                                | Nero Wolf nº 27                        | 1956 | Porto                                                                               |
| 34       | Three for the Chair                                                              | |                                                                       | Nero Wolf nº 28                        | 1957 |                                                                                     |
| 35       | If Death Ever Slept                                                              | O Sono da Morte ou 5ª Avenida Último Andar Apto. de Luxo | Mascarenhas Barreto                                                   | Nero Wolf nº 29                        | 1957 | Livros do Brasil; Ediouro                                                           |
| 36       | And Four to Go                                                                   | E vão mais quatro | Manuel Cordeiro                                                       | Nero Wolf nº 30                        | 1958 | Círculo de leitores                                                                 |
| 37       | Champagne for One                                                                | Champagne para um | Almeida Campos                                                        | Nero Wolf nº 31                        | 1958 | Livros do Brasil                                                                    |
| 38       | Plot it Yourself (Título britânico Murder in Style)                              | Crimes em Série ou Crime em Belo Estilo | Clarisse Tavares - Luiz Fernandes                                     | Nero Wolf nº 32                        | 1959 | Livros do Brasil - Ediouro                                                          |
| 39       | Three at Wolfe's Door                                                            | Três à porta do lobo | Mascarenhas Barreto                                                   | Nero Wolf nº 33                        | 1960 | Livros do Brasil                                                                    |
| 40       | Too many clients                                                                 | Cientes demais ou Excesso de clientes | Eduardo Bueno - Gabriela Alves Neves                                  | Nero Wolf nº 34                        | 1960 | Companhia das letras; Amadora Ibis                                                  |
| 41       | The Final Deduction                                                              | A derradeira palavra | Luís de Almeida Campos                                                | Nero Wolf nº 35                        | 1960 | Livros do Brasil                                                                    |
| 42       | Homicide Trinity                                                                 | Trindade de homicídios | Eduardo Saló                                                          | Nero Wolf nº 36                        | 1962 | Círculo de leitores                                                                 |
| 43       | Gambit                                                                           | Gambito | Maria Luísa Santos                                                    | Nero Wolf nº 37                        | 1962 | Círculo de leitores                                                                 |
| 44       | The mother hunt                                                                  | Brincando com a morte ou Caça à mãe | Maria Helena Pires, Maria Luísa Santos                                | Nero Wolf nº 38                        | 1963 | Nova Fronteira, Círculo de leitores                                                 |
| 45       | Trio for Blunt Instruments                                                       | Trio de objectos contundentes ou Terceto para instrumentos letais                                                                                                  | Lucinda Maria dos Santos Silva - Paulo Alexandre Moreira              | Nero Wolf nº 39                        | 1964 | Círculo de leitores - Livros do Brasil                                              |
| 46       | A Right to Die                                                                   | O direito de morrer | Catarina Rocha Lima                                                   | Nero Wolf nº 40                        | 1965 | Livros do Brasil                                                                    |
| 47       | The Doorbell Rang                                                                | Um Toque de Campainha ou A milionária perseguida | Otávio Mendes Cajado - António Porto                                  | Nero Wolf nº 41                        | 1965 | Edameris: Editora das Américas, Abril (série Mistério e Suspense); Livros do Brasil |
| 48       | Death of a Doxy                                                                  | A Morte Bateu a Porta ou Um cadáver de luxo(Br)* | Maria Emília Ferros Moura ou *Maria Helena Pires                      | Nero Wolf nº 42                        | 1966 | Livros do Brasil, Nova Fronteira                                                    |
| 49       | The Father Hunt                                                                  | Onde está o pai? | Anael Nunes                                                           | Nero Wolf nº 43                        | 1968 | Livros do Brasil                                                                    |
| 50       | Death of a dude                                                                  | Nero Wolfe em: A morte do turista | Ruy Jungmann                                                          | Nero Wolf nº 44                        | 1969 | Record                                                                              |
| 51       | Please Pass the Guilt                                                            | O culpado que se apresente | Fernanda Pinto Rodrigues                                              | Nero Wolf nº 45                        | 1973 | Livros do Brasil                                                                    |
| 52       | A Family Affair                                                                  | Um Caso Familiar (Pt)* ou Caso em família** | *Mascarenhas Barreto **Maria Paula Frota Duarte                       | Nero Wolf nº 46                        | 1975 | Livros do Brasil; Francisco Alves                                                   |
| 53       | Death Times Three (póstumo)                                                      | Morte vezes três | Lucinda S. Silva                                                      | Nero Wolf nº 47                        | 1985 | Círculo de leitores                                                                 |